# Horace Lanfranchi
Pour les articles homonymes, voir Lanfranchi.
Horace Lanfranchi est un homme politique français né le 7 novembre 1935 à Calvi (Corse) et mort le 12 mars 2024 à Marseille,, d'origine corse et membre des Républicains.
D'octobre 2002 à avril 2015, il est président du conseil général du Var, succédant à Hubert Falco.

## Mandats électifs
- Conseil municipal de Saint-Maximin-la-Sainte-Baume :
  - adjoint au maire de 1977 à 1989
  - conseiller municipal d'opposition de 1989 à 1993
  - adjoint au maire de 1993 à 1995
  - maire de 1995 à 2002
  - premier adjoint de 2002 à 2008
- Conseiller général du canton de Saint-Maximin-la-Sainte-Baume
  - élu conseiller général en 1998
  - vice-président de mars 2001 à octobre 2002
  - président du conseil général d'octobre 2002 à avril 2015

## Décoration
- Chevalier de l'ordre national du Mérite (14 novembre 2003)